# Kevin Williamson (scenarioschrijver)
Kevin Meade Williamson (New Bern, 14 maart 1965) is een Amerikaans scenarioschrijver, die vooral bekend is van de horrorfilms Scream, I Know What You Did Last Summer en The Faculty. Verder is hij bekend van zijn medewerking aan televisieseries als Dawson's Creek, The Vampire Diaries en The Secret Circle.

## Biografie
Kevin Williamson werd geboren als de jongste zoon van Lillie Faye (een verhalenvertelster) en Ottis Wade Williamson (een visser). Voordat hij aan zijn school begon, verhuisde hij met zijn familie naar Aransas Pass in Texas. Williamson was vanaf jonge leeftijd al geobsedeerd door films, met name die van Steven Spielberg. Hij wilde studeren aan de filmschool van New York, maar omdat hij deze opleiding niet kon betalen viel zijn keuze uiteindelijk op East Carolina University.
Na zijn studie verhuisde Williamson naar New York om een acteercarrière na te streven. Hij speelde kleine rollen in "Another World", In Living Color, Hard Run, en enkele videofilmpjes. Uiteindelijk bleek acteren hem toch niet te liggen en besloot hij een opleiding tot scenarioschrijver te gaan volgen aan de University of California, Los Angeles. Zijn eerste scenario was Killing Mrs. Tingle, welke in 1995 werd gekocht door een productiemaatschappij maar niet door hen in productie werd genomen.
In 1994 schreef Williamson een scenario voor een film genaamd "Scary Movie". Dit scenario werd uiteindelijk uitgewerkt tot de film Scream. De film leverde Williamson een Saturn Award voor beste script op. Kort hierop werd Williamson benaderd door Paul Stupin om een nieuwe televisieserie te bedenken voor Columbia Tri-Star Television. Dit werd Dawson's Creek. Williamson baseerde de hoofdpersoon uit deze serie, Dawson Leery, grotendeels op zichzelf.
Het eerste scenario van Williamson werd in 1999 alsnog verfilmd onder de titel Teaching Mrs. Tingle. Williamson regisseerde de film zelf.

## Filmografie

### Als scenarist
| Jaar | Titel                           | Distributeur       | Functie                               | Opmerkingen                                           |
| ---- | ------------------------------- | ------------------ | ------------------------------------- | ----------------------------------------------------- |
| 1996 | Scream                          | Dimension Films    | Schrijver                             | Onder regie van Wes Craven                            |
| 1997 | I Know What You Did Last Summer | Columbia Pictures  | Scenarioschrijver                     | Onder regie van Jim Gillespie                         |
| 1997 | Scream 2                        | Dimension Films    | Schrijver and co-uitvoerend producent | Onder regie van Wes Craven                            |
| 1998 | Halloween H20: 20 Years Later   | Dimension Films    | Co-uitvoerend producent               | Onder regie van Steve Miner                           |
| 1998 | The Faculty                     | Dimension Films    | Schrijver                             | Onder regie van Robert Rodriguez                      |
| 1999 | Teaching Mrs. Tingle            | Dimension Films    | Schrijver en regisseur                |                                                       |
| 2000 | Scream 3                        | Dimension Films    | co-uitvoerend producent               | Onder regie van Wes Craven                            |
| 2005 | Cursed                          | Dimension Films    | Schrijver en co-uitvoerend producent  | Onder regie van Wes Craven                            |
| 2005 | Venom                           | Dimension Films    | Producent                             | Onder regie van Jim Gillespie                         |
| 2011 | Scream 4                        | Dimension Films    | schrijver en co-uitvoerend producent  | Onder regie van Wes Craven                            |
| 2022 | Scream                          | Paramount Pictures | uitvoerend producent                  | Onder regie van Matt Bettinelli-Olpin & Tyler Gillett |
| 2023 | Scream VI                       | Paramount Pictures | uitvoerend producent                  | Onder regie van Matt Bettinelli-Olpin & Tyler Gillett |

| Jaar       | Titel               | Netwerk | Functie                                                           | Opmerkingen                                                    |
| ---------- | ------------------- | ------- | ----------------------------------------------------------------- | -------------------------------------------------------------- |
| 1998–2003  | Dawson's Creek      | The WB  | Bedenker; Schrijver (1998–2003); Uitvoerend producent (1998–1999) | Zes seizoenen: 128 afleveringen                                |
| 2002       | Glory Days          | The WB  | Bedenker; Schrijver en uitvoerend producent                       | Serie stopgezet (Een seizoen: 13 episodes)                     |
| 2007       | Hidden Palms        | The CW  | Bedenker; schrijver en uitvoerend producent                       | Serie stopgezet (1 seizoen)                                    |
| 2009–heden | The Vampire Diaries | The CW  | Co-bedenker; Schrijver en uitvoerend producent                    | Gebaseerd op de The Vampire Diaries boekenreeks van L.J. Smith |
| 2011–heden | The Secret Circle   | The CW  | co-schrijver; Schrijver en uitvoerend producent                   | gebaseerd op de The Secret Circle serie van L.J. Smith         |

### Als acteur
| Jaar | Titel       | Rol                  | Opmerkingen      |
| ---- | ----------- | -------------------- | ---------------- |
| 1995 | Dirty Money | Drunk American Guy   | Independent film |
| 1996 | Hot Ticket  | Haker                |                  |
| 1997 | Scream 2    | Cotton's Interviewer |                  |
| 2022 | Scream      | Feestganger          | Stem             |

| Jaar | Titel         | Rol    | Opmerkingen |
| ---- | ------------- | ------ | ----------- |
| 1990 | Another World | Dougie |             |